# Шад Шапур
Шад Шапур је био ирански краљ који је владао Спаханом и околином као вазал Партског царства у раном 3. веку. 224. године, сасанидски краљ Ардашир I je заузео град и убио га.